# Afrixalus wittei
Afrixalus wittei es una especie de anfibios de la familia Hyperoliidae.
Habita en Angola, República Democrática del Congo, Tanzania y Zambia.
Su hábitat natural incluye sabanas secas, zonas secas de arbustos, praderas húmedas o inundadas en algunas estaciones, pantanos, marismas intermitentes de agua dulce, tierra arable, pastos, jardines rurales, estanques, canales y diques.